# Майр, Пауль Гектор

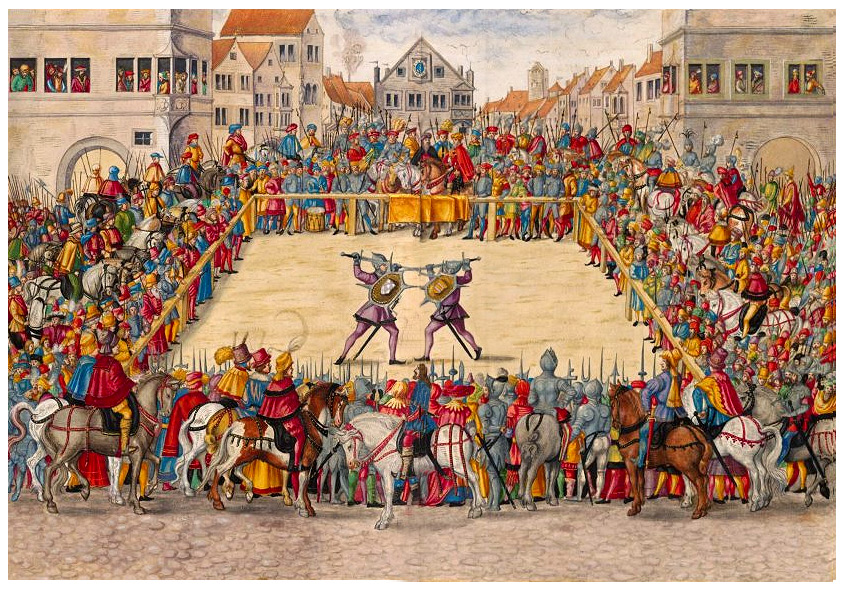
Судебный поединок в Аугсбурге (1409). Илл. Йёрга Броя Младшего из фехтовального трактата Пауля Гектора Майра

Пауль Гектор Майр (нем. Paul Hector Mair, лат. Paulus Hector Mair; 1517 — 10 декабря 1579) — немецкий чиновник, хронист и автор фехтовального трактата.

## Биография

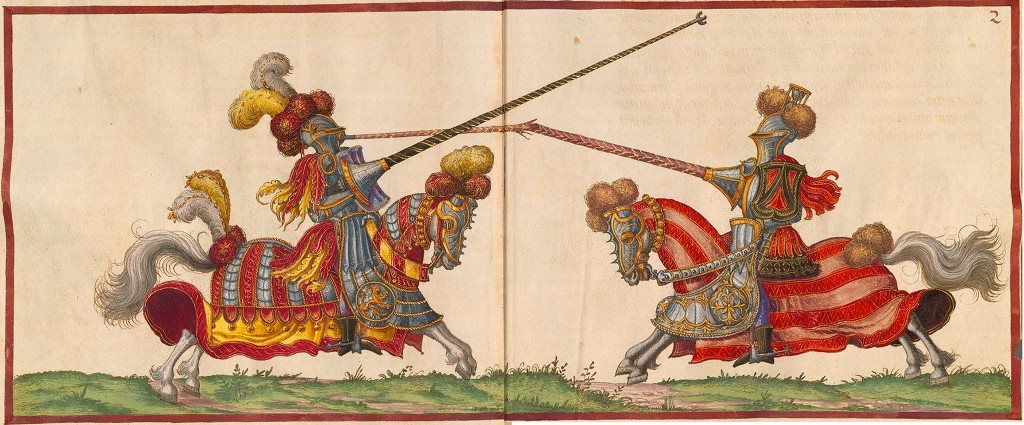
Тьост. Илл. из фехтовального трактата Пауля Гектора Майра

Выходец из родовитой патрицианской семьи Аугсбурга, он смолоду служил чиновником в городской администрации. В 1537 году стал советником аугсбургской управы, в 1541 году назначен был казначеем города, а в 1545-м — провиантмейстером.
От своего деда Ганса Майра унаследовал не только значительное состояние, но и глубокий интерес к занятиям историей. Систематического образования при этом, по-видимому, не получил. В течение всей своей жизни собирал различные книги военной тематики, и, в конечном итоге, написал собственный фехтовальный трактат Fechtbücher (1544). Специально для этого нанял двух профессиональных мастеров фехтования и художника Йорга Брея Младшего (нем. Jörg Breu der Jüngere). Этот издательский проект был очень дорогостоящим, на его реализацию ушло 4 года и значительная часть доходов Майра.

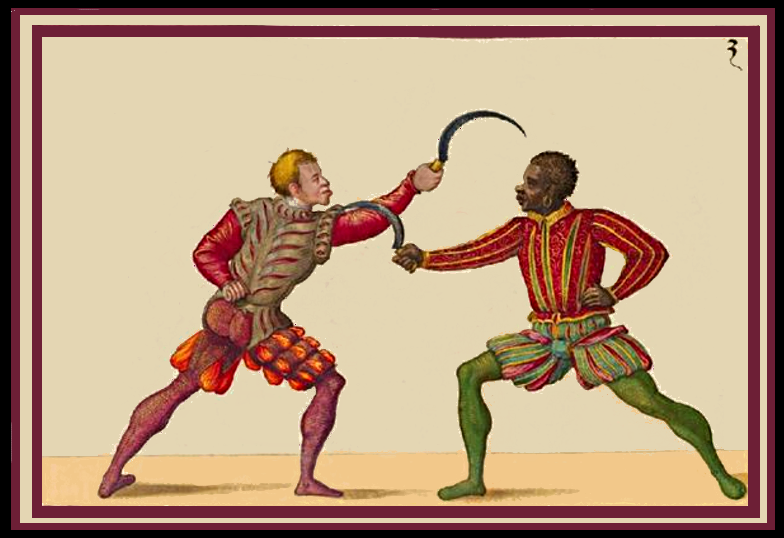
Дуэль на боевых серпах. Илл. из фехтовального трактата Пауля Гектора Майра

Продолжил также городскую хронику, начатую ещё его дедом, и составил книгу родовых гербов Аугсбурга. Помимо этого, оставил подготовительные материалы к собственной «memory zu ainer cronica».
Тратил значительные средства на издание своих трудов, а также на коллекционирование книг и дорогого оружия. В его книжном собрании находилось немало раритетов, включая рукописи хроник Иоганна Авентина и Бурхарда Цинка. Жил на широкую ногу, нередко устраивая богатые приёмы. Поскольку собственных доходов ему для этого не хватало, постоянно совершал хищения из городской казны. При этом, завоевав себе непререкаемый авторитет в высших слоях Аугсбурга, в течение почти 18 лет оставался вне всяких подозрений. 
В 1579 году был уличён, наконец, в воровстве, после чего арестован, покаявшись в своих грехах публично. Невзирая на заступничество знатных покровителей, включая баварского герцога Вильгельма V Благочестивого, в возрасте 62 лет был предан смертной казни через повешение. Его имущество, дом, оружейная коллекция и библиотека были конфискованы городским советом.

## Трактат
Фехтовальный трактат сохранился в трёх списках:
- На немецком языке; Саксонская государственная библиотека, Дрезден. Mscr. Dresd. C 93/94. Не ранее 1542, два тома, 244 и 328 листов.
- На латинском языке; Баварская государственная библиотека, Мюнхен. Cod. icon 393. Не ранее 1542, два тома, 309 и 303 листов.
- Двуязычная версия на немецком и латинском; Австрийская национальная библиотека, Вена. Codex Vindobensis 10825/26. Не ранее 1542, два тома, 270 и 343 листов.

В городском архиве Аугсбурга сохранился также укороченный вариант рукописи (110 листов).
В трактате рассматривается работа с различным холодным оружием, таким, как двуручный меч, дюссак, шест, копьё, алебарда, кинжал, коса, серп и цеп. Также он включает технику рукопашного, верхового боя, работы в доспехах.